# Liste des députés de l'Isère
Liste des députés de l'Isère

## Députés antérieurs à la IIIe République
- Pierre Joseph Didier Boissieu :  Convention nationale & Conseil des Cinq-Cents
- Pierre-François Charrel :  Convention nationale & Conseil des Cinq-Cents & Corps législatif (Consulat et Premier Empire)
- Antoine Français de Nantes : Assemblée nationale législative (Révolution française) & Conseil des Cinq-Cents & Deuxième législature de la Seconde Restauration
- Jean-Joseph Mounier : Assemblée nationale constituante
- Charles Renauldon : Chambre des représentants (France)
- Louis-Philippe de Ségur : Corps législatif (Consulat et Premier Empire)

## Assemblée législative (1791-1792)
- Joseph Vincent Dumolard
- Pierre-Augustin Vallier
- Jean-Baptiste Guillioud
- Jean-Baptiste Annibal Aubert du Bayet
- Luc Michoud
- Jean-Baptiste Rogniat
- Louis Bravet
- Antoine Sablière-La-Condamine
- Charles Danthon

## Convention nationale(1792-1795)
- Pierre-François Charrel
- André Réal
- Jean-Pierre-André Amar
- Pierre Joseph Didier Boissieu
- Benoît Michel Decomberousse
- Mathieu Baudran
- Louis-Benoît Genevois-Duraisin
- Jean-Joseph-Victor Genissieu
- Léonard Joseph Prunelle de Lière
- Joseph Sébastien Servonat

## Conseil des Cinq-Cents(1795-1799)
- Jean Bérenger
- François Perret Imbert
- Joseph Vincent Dumolard
- Pierre Joseph Jubié
- Antoine Joseph Alricy
- Antoine Laurent Nugue
- Pierre-François Charrel
- Antoine Français de Nantes
- André Réal
- Pierre Joseph Didier Boissieu
- Louis-Benoît Genevois-Duraisin
- Jean-Joseph-Victor Genissieu
- Alexis-François Pison du Galand
- François Augustin Boisverd
- Joseph-Antoine Carlet

## Corps législatif(1800-1814)
- Louis-Charles Sapey
- Pierre Joseph Jubié
- Jacques Jean Reymond Maurel
- Jean-Baptiste Fleury
- Pierre-François Charrel
- Louis-Philippe de Ségur
- Jean-Joseph Villars
- Alexandre Pascal
- Alexis-François Pison du Galand
- Jean-Baptiste Mallein
- Claude Perier
- Joseph Marie de Barral

## Chambre des députés des départements (1reRestauration)
- Jacques Jean Reymond Maurel
- Jean-Baptiste Fleury
- Alexandre Pascal

## Chambre des représentants (Cent-Jours)
- Antoine Louis Hippolyte Duchesne
- Thomas Mermet
- Romain Yves Perrin
- Lucien Bonaparte
- Pierre-Agathange Odier-Laplaine
- Louis-Charles Sapey
- Victor Gérard
- Gabriel Perreton
- Jean-Pierre Duport-Lavillette
- Charles Renauldon

## Chambre des députés des départements (2eRestauration)

### Irelégislature(1815–1816)
- Joseph Faure
- Gabriel Gratet du Bouchage
- Charles Planelli de Lavalette
- Gaspard-Marie Duboys
- Claude Lombard (homme politique)
- Jacques-Fortunat Savoye-Rollin

### IIelégislature(1816-1823)
- Jean Laurent Regnauld de Bellescize
- Félix Prunelle
- Louis-Charles Sapey
- Camille Teisseire
- Charles Planelli de Lavalette
- Claude Lombard (homme politique)
- Antoine Français de Nantes
- Jacques-Fortunat Savoye-Rollin

### IIIelégislature(1824-1827)
- Achille Louis de Meffray de Césarges
- Candide Chenevaz
- Emmanuel-Victor Pourroy de L'Auberivière de Quinsonas
- Philippe-Paul de Tessières de Miremont
- Alexandre Gallix de Mortillet
- Charles Planelli de Lavalette

### IVelégislature(1828-1830)
- Achille Louis de Meffray de Césarges
- Jean-Claude-Luc Michoud
- Joseph Désiré Félix Faure
- Jean-François de Pina de Saint-Didier
- Candide Chenevaz
- Augustin Perier
- Louis-Charles Sapey
- Charles Planelli de Lavalette

### Velégislature(23 juin 1830-28 juillet 1830)
- Achille Louis de Meffray de Césarges
- Joseph Désiré Félix Faure
- Louis André Jean-Raphael de Cordoue
- Augustin Perier
- Louis-Charles Sapey
- Antoine François Brenier de Montmorand

## Chambre des députés (Monarchie de Juillet)

### IreLégislature(1830-1831)
- Félix Martin Réal
- Joseph Désiré Félix Faure
- Victor Prunelle
- Augustin Perier
- Louis-Charles Sapey
- Antoine François Brenier de Montmorand

### IIeLégislature(1831-1834)
- Étienne Garnier-Pagès
- Félix Martin Réal
- Thomas Couturier
- Félix Penet
- Jean-Marie Dubois-Aymé
- Victor Prunelle
- Louis-Charles Sapey

### IIIeLégislature(1834-1837)
- Pierre Jacquier de Terrebasse
- Jean-Jacques-Louis Lombard de Buffières
- Félix Penet remplacé en 1836 par Félix Martin Réal
- Alphonse Perier
- Antoine Louis Hippolyte Duchesne
- Victor Prunelle
- Louis-Charles Sapey

### IVeLégislature(1837-1839)
- Pierre Jacquier de Terrebasse
- Jean-Jacques-Louis Lombard de Buffières
- Jean-Louis Martin (homme politique)
- Félix Martin Réal
- Alphonse Perier
- Victor Prunelle
- Louis-Charles Sapey

### VeLégislature(1839-1842)
- Pierre Jacquier de Terrebasse
- Louis André Marion de Faverges
- Jean-Louis Martin (homme politique)
- Félix Martin Réal
- Alphonse Perier
- Louis-Charles Sapey

### VIeLégislature(1842-1846)
- Louis André Marion de Faverges
- Jean-Louis Martin (homme politique)
- Félix Martin Réal
- Thomas Couturier
- Alphonse Perier
- Louis-Charles Sapey
- Adolphe Claude Bert

### VIIeLégislature(17/08/1846-24/02/1848)
- Raymond de Bérenger
- Jean-Jacques-Louis Lombard de Buffières
- Marc Antoine Jourdan décédé en 1847, remplacé par Adolphe Claude Bert
- Louis André Marion de Faverges
- Félix Martin Réal
- Casimir Royer
- Louis-Charles Sapey

## IIeRépublique
Élections au suffrage universel masculin à partir de 1848

### Assemblée nationale constituante (1848-1849)
- Christophe Bertholon
- Louis Blanc
- Marc Antoine Brillier
- Jean-Baptiste Renaud
- François Cholat
- Frédéric Farconnet
- Napoléon Durand-Savoyat
- Étienne Clément
- Joseph-François Repellin
- François Henri Saint-Romme
- Louis André Marion de Faverges
- Alexandre Crépu
- Jean-Baptiste Blanc
- Jean-Baptiste Froussard
- Joseph Ronjat
- Jean-Louis Tranchand
- Mathieu Molé

### Assemblée nationale législative (1849-1851)
- Christophe Bertholon
- Joseph Avril déchu en 1849 remplacé par Jacques Dupont de Bussac
- François Cholat
- Ferdinand Reymond
- Frédéric Farconnet
- Napoléon Durand-Savoyat
- Étienne Clément
- Joseph-François Repellin
- François Henri Saint-Romme
- Alexandre Crépu
- Joseph Ronjat

## Second Empire

### Irelégislature(1852-1857)
- Adolphe Devoize
- Adolphe Flocard de Mépieu
- Victor Faugier
- Joseph Arnaud

### IIelégislature(1857-1863)
- Adolphe Devoize
- Adolphe Flocard de Mépieu
- Victor Faugier
- Joseph Arnaud

### IIIelégislature(1863-1869)
- Adolphe Devoize décédé en 1867, remplacé par Louis Riondel
- Victor Faugier décédé en 1867, remplacé par Jean-Pierre Joliot
- Adolphe Flocard de Mépieu
- Casimir Royer

### IVelégislature(1869-1870)
- Henry Baboin
- Joseph Marion de Faverges
- Louis Riondel
- Jean-Pierre Joliot
- Jean-Thomas Vendre

## Liste des députés élus sous la IIIe République
De 1919 à 1928, les députés furent élus au scrutin proportionnel départemental. Les élections législatives furent au scrutin d'arrondissement majoritaire à deux tours de 1928 à 1936.

### Assemblée nationale (1871 - 1876)
- Charles Jourdan, Centre droit
- Charles Gueidan, Centre droit
- Camille Chaper, Centre droit
- Louis Riondel, Gauche républicaine
- Pierre Louis Jérôme Gustave de Combarieu, Centre gauche
- Joseph Eymard-Duvernay, Gauche républicaine
- Octavien Pourroy de l'Auberivière de Quinsonas, Union des droites
- Jean-Baptiste Jocteur-Montrosier, Centre droit
- Marc Antoine Brillier, Union républicaine, élu député le 7 janvier 1872, puis sénateur le 30 janvier 1876, non remplacé
- François Michal-Ladichère, Gauche républicaine
- Paul Breton, Gauche républicaine
- Ferdinand Reymond, Gauche républicaine

### Iere législature (1876 - 1877)
- Étienne Buyat
- Joseph Marion de Faverges
- Louis Riondel
- Ambroise Bravet
- Jean Couturier
- Adolphe Anthoard
- Paul Breton
- Ferdinand Reymond

### IIe législature (1877 - 1881)
- Étienne Buyat
- Joseph Marion de Faverges
- Louis Riondel
- Ambroise Bravet
- Jean Couturier
- Adolphe Anthoard
- Paul Breton décédé en 1878 remplacé par Louis Guillot
- Ferdinand Reymond décédé en 1880 remplacé par Antonin Dubost

### IIIe législature (1881 - 1885)
- Amédée-Pierre Bovier-Lapierre
- Étienne Buyat
- Joseph Marion de Faverges
- Ambroise Bravet décédé en 1882 remplacé par Gustave Rivet
- Jean Couturier
- Antonin Dubost
- Mathias Saint-Romme
- Louis Guillot

### IVe législature (1885 - 1889)
- Amédée-Pierre Bovier-Lapierre
- Étienne Buyat décédé en 1887 remplacé par François Valentin décédé en 1888 remplacé par Auguste Gaillard
- Antonin Dubost
- Léonce-Émile Durand-Savoyat
- Louis Guillot
- Louis Lombard
- Aristide Rey
- Gustave Rivet
- Mathias Saint-Romme

### Ve législature (1889 - 1893)
- La Tour-du-Pin-2 : Amédée-Pierre Bovier-Lapierre, Radical
- La Tour-du-Pin-1 : Antonin Dubost, Républicain
- Grenoble-3 : James Durand-Savoyat, Républicain
- Vienne-1 : Camille Jouffray, Radical
- Vienne-2 : Louis Lombard, Républicain
- Grenoble-2 : Aristide Rey, Républicain
- Grenoble-1 : Gustave Rivet, Radical
- Saint-Marcellin : Mathias Saint-Romme, Républicain

Source : journal Le Temps du 24 septembre et du 8 octobre 1889 sur Gallica,.

### VIe législature (1893 - 1898)
- La Tour-du-Pin-2 : Amédée-Pierre Bovier-Lapierre, Radical
- La Tour-du-Pin-1 : Antonin Dubost, Républicain, élu sénateur en 1897, remplacé par Claude Rajon, Républicain
- Vienne-1 : Camille Jouffray, Radical Socialiste
- Vienne-2 : Simon Plissonnier, Radical
- Grenoble-2 : Aristide Rey, Républicain
- Grenoble-1 : Gustave Rivet, Radical
- Saint-Marcellin : Mathias Saint-Romme, Républicain, élu au Sénat en 1895, remplacé par Octave Chenavaz, Radical
- Grenoble-3 : Félix Vogeli, Républicain

Source : journal Le Temps du 22 août et du 5 septembre 1893 sur Gallica,.

### VIIe législature (1898 - 1902)
- Grenoble-2 : Alexandre Bourson, alias Alexandre Zévaès, Socialiste Guesdiste
- La Tour-du-Pin-2 : Amédée-Pierre Bovier-Lapierre, Radical, décédé en 1899, remplacé par Pierre Chanoz, Radical Socialiste
- Saint-Marcellin : Octave Chenavaz, Radical
- Vienne-1 : Jean Christophle, Républicain
- Grenoble-3 : Eugène Dufour, Républicain
- Vienne-2 : Henri Meyer, Républicain
- La Tour-du-Pin-1 : Claude Rajon, Radical
- Grenoble-1 : Gustave Rivet, Radical

Source : journal Le Temps du 10 mai et du 24 mai 1898 sur Gallica,.

### VIIIe législature (1902 - 1906)
- Vienne-1 : Louis Buyat, Radical
- La Tour-du-Pin-1 : Pierre Chanoz, Radical
- Saint-Marcellin : Octave Chenavaz, Radical
- Grenoble-2 : François Pichat, Républicain
- Vienne-2 : Simon Plissonnier, Radical
- La Tour-du-Pin-1 : Claude Rajon, Radical
- Grenoble-1 : Gustave Rivet, Radical, élu sénateur en 1904, remplacé par Alexandre Zévaès, Socialiste
- Grenoble-3 : Félix Vogeli, Républicain

Source : journal Le Temps du 29 avril et du 13 mai 1902 sur Gallica,.

### IXe législature (1906 - 1910)
- Grenoble-1 : Alexandre Bourson dit Zévaès, Socialistes parlementaires
- Vienne-1 : Louis Buyat, Gauche Radicale Socialiste
- La Tour-du-Pin-2 : Pierre Chanoz, Gauche Radicale Socialiste
- Saint-Marcellin : Octave Chenavaz, Gauche Radicale Socialiste
- Grenoble-3 : Alfred Chion-Ducollet, Gauche Radicale
- Grenoble-2 : Léon Cornand, Socialistes parlementaires
- Vienne-2 : Simon Plissonnier, Gauche démocratique
- La Tour-du-Pin-1 : Claude Rajon, Gauche Radicale

Sources : Journal Le Temps du 6 et du 22 mai 1906 sur Gallica - ,.

### Xe législature (1910 - 1914)
- Vienne-1 : Joseph Brenier, socialistes unifiés
- La Tour-du-Pin-2 : Pierre Chanoz, Radical socialiste
- Saint-Marcellin : Robert Dubarle, Républicain progressiste
- La Tour-du-Pin-1 : Joseph Janin, Indépendant
- Grenoble-2 : Paul Mistral, socialistes unifiés
- Grenoble-3 : Léon Perrier, Radical socialiste
- Vienne-2 : Simon Plissonnier, Gauche démocratique
- Grenoble-1 : Jean-Pierre Raffin-Dugens, socialistes unifiés

Sources : Journal Le Temps du 24 avril et du 8 mai 1910 sur Gallica - ,.

### XIe législature (1914 - 1919)
- Vienne-1 : Joseph Brenier, SFIO
- Saint-Marcellin : Séraphin Buisset, SFIO
- La Tour-du-Pin-2 : Jean-Baptiste Giray, SFIO
- Grenoble-2 : Paul Mistral, SFIO
- Grenoble-3 : Léon Perrier, Radical socialiste
- Vienne-2 : Simon Plissonnier, Union républicaine radicale et socialiste
- Grenoble-1 : Jean-Pierre Raffin-Dugens, SFIO
- La Tour-du-Pin-1 : Claude Rajon, Radical socialiste

Sources : Journal Le Temps du 28 avril et du 12 mai 1914 sur Gallica - ,.

### XIIe législature (1919 - 1924)
Les élections législatives de 1919 furent organisées au scrutin proportionnel de liste. Elles marquèrent au niveau national la victoire du "Bloc national" de centre-droit.
Liste d'union républicaine démocratique
- Édouard Bovier-Lapierre, Républicain socialiste, propriétaire à Chimilin
- Simon Plissonnier, Républicain de gauche (modéré), Vice-Président du Conseil général, propriétaire à Primarette

Liste dauphinoise d'union nationale et républicaine
- Victor Blanchet, Entente républicaine démocratique, maire de Rives
- Paul Dugueyt, Entente républicaine démocratique, propriétaire à Saint-Geoire-en-Valdaine
- Pétrus Gourin, Entente républicaine démocratique, propriétaire à Saint-Ismier
- Camille Rocher, Entente républicaine démocratique, conseiller municipal de Roybon

Liste du Parti socialiste
- Paul Mistral, SFIO
- Séraphin Buisset, SFIO, Conseiller général

Source : Barodet sur le site de l'Assemblée Nationale - https://bibnum.sciencespo.fr/s/catalogue/ark:/46513/sc16m2kz#?c=&m=&s=&cv=

### XIIIe législature (1924 - 1928)
Les élections législatives de 1924 furent organisées au scrutin proportionnel de liste. Elles marquèrent au niveau national national la victoire du "Cartel des gauches".
Liste du Bloc des Gauches
- Édouard Bovier-Lapierre, Républicain socialiste et socialiste français
- Paul Mistral, SFIO, Conseiller général, maire de Grenoble
- Séraphin Buisset, SFIO, Conseiller général, maire de Rives
- Jean-Louis Chastanet, SFIO, Adjoint au maire de Grenoble
- Georges Dorly, Parti radical et radical-socialiste, Conseiller général, maire de Saint-Marcellin
- Claude Ollier, Parti radical et radical-socialiste, Conseiller général, maire du Péage-de-Roussillon
- Joseph Paganon, Parti radical et radical-socialiste, Maire de Laval

Source : Barodet sur le site de l'Assemblée Nationale - https://bibnum.sciencespo.fr/s/catalogue/ark:/46513/sc16m1m0#?c=&m=&s=&cv=

### XIVe législature (1928 - 1932)
Les élections législatives furent au scrutin d'arrondissement majoritaire à deux tours de 1928 à 1936.
- Saint-Marcellin : Séraphin Buisset, SFIO
- Vienne-2 : Louis Buyat, Gauche sociale et radicale
- La Tour-du-Pin-1 : Jean-Louis Chastanet, SFIO
- Grenoble-2 : Paul Mistral, SFIO
- Grenoble-1 : Joseph Paganon, Radical-socialiste
- Vienne-1 : Ennemond Payen, Indépendant
- La Tour-du-Pin-2 : Albert Perrin, Indépendant de Gauche
- Grenoble-3 : Joannès Ravanat, SFIO

Source : Élections législatives 22-29 avril 1928 de Georges Lachapelle - https://gallica.bnf.fr/ark:/12148/bpt6k320439r.texteImage#

### XVe législature (1932 - 1936)
- Saint-Marcellin : Séraphin Buisset, SFIO
- La Tour-du-Pin-1 : Jean-Louis Chastanet, Non-inscrit
- Vienne-1 : Lucien Hussel, SFIO
- Grenoble-2 : Paul Mistral, SFIO, décédé le 17 août 1932, remplacé par Antonin Brocard, Indépendant (Droite), élu le 20 novembre 1932
- Vienne-2 : Claude Ollier, Radical-socialiste
- Grenoble-1 : Joseph Paganon, Radical-socialiste, élu sénateur en 1935, non remplacé
- La Tour-du-Pin-2 : Albert Perrin, Radical-socialiste
- Grenoble-3 : Joannès Ravanat, SFIO

### XVIe législature (1936 - 1940)
- Grenoble-1 : Justin Arnol, SFIO, décédé le 12 mars 1943
- Saint-Marcellin : Séraphin Buisset, SFIO
- Vienne-2 : Louis Buyat, Alliance des républicains de gauche et des radicaux indépendants
- La Tour-du-Pin-1 : Jean Ginet, Radical-socialiste, décédé le 27 mars 1942
- Vienne-1 : Lucien Hussel, SFIO
- Grenoble-2 : Léon Martin, SFIO
- La Tour-du-Pin-2 : Albert Perrin, Radical-socialiste, décédé le 15 mai 1939, remplacé par  André Ray, Radical-socialiste, élu le 6 août 1939
- Grenoble-3 : Joannès Ravanat, SFIO

## Liste des députés élus sous la IVe République

### Première Assemblée constituante novembre 1945 - juin 1946
Les élections à la première assemblée constituante furent organisées à la proportionnelle départementale, sans possibilité d'apparentement. Le projet de constitution élaboré par cette assemblée à majorité PCF/SFIO fut rejeté par référendum en mai 1946, entraînant l'élection d'une nouvelle assemblée constituante en juin 1946.
- Joanny Berlioz
- André Dufour
- Henri-Louis Grimaud
- Lucien Hussel
- Jean Novat
- Jean Terpend-Ordassière

### Deuxième Assemblée constituante juin 1946 - novembre 1946
Les élections organisées pour l'élection d'une nouvelle assemblée constituante eurent lieu après l'échec du référendum proposant un premier projet constituant, soutenu par le PCF et la SFIO, en mai 1946. Les élections ont eu lieu au scrutin proportionnel de liste, sans possibilité d'apparentement entre plusieurs listes.
- Joanny Berlioz
- André Dufour
- Henri-Louis Grimaud
- Lucien Hussel
- Jean Novat
- Jean Terpend-Ordassière

### 1relégislature(1946 - 1951)
Les élections ont eu lieu au scrutin proportionnel de liste, sans possibilité d'apparentement entre plusieurs listes.
- Paul Billat
- Louis Bonnet
- André Dufour
- Joseph Garavel
- Henri-Louis Grimaud
- Lucien Hussel
- Jean Terpend-Ordassière

### 2elégislature(1951 - 1956)
Les élections ont eu lieu au scrutin proportionnel de liste, avec possibilité d'apparentements entre plusieurs listes.
- Alix Berthet
- Paul Billat
- André Dufour
- Joseph Garavel
- Élise Grappe
- Henri-Louis Grimaud
- Aimé Paquet

### 3elégislature(1956 - 1958)
Les élections ont eu lieu au scrutin proportionnel de liste, avec possibilité d'apparentements entre plusieurs listes.
- Alix Berthet
- Paul Billat
- André Dufour
- Élise Grappe
- Aimé Paquet
- Joannès Ruf
- Marcel Varvier

## Liste des députés élus sous la Ve République

### Irelégislature(1958-1962)
| Circonscription     | Identité                                     | Parti   | À partir du | Jusqu'au  | Note |
| ------------------- | -------------------------------------------- | ------- | ----------- | --------- | ---- |
| 1re circonscription | Aimé Paquet (suppléant : Robert Jay)         | CNIP    | 9/12/1958   | 9/10/1962 |      |
| 2e circonscription  | Jean Vanier (suppléant : Albert Michallon)   | UNR     | 9/12/1958   | 9/10/1962 |      |
| 3e circonscription  | André Gauthier (suppléant : Louis Faure)     | Radical | 9/12/1958   | 9/10/1962 |      |
| 4e circonscription  | Clément Bourne (suppléant : Élie Rousset)    | CNIP    | 9/12/1958   | 9/10/1962 |      |
| 5e circonscription  | Noël Chapuis (suppléant : Maurice Chapuis)   | MRP     | 9/12/1958   | 9/10/1962 |      |
| 6e circonscription  | Raymond Bouillol (suppléant : Emmanuel Jury) | CNIP    | 9/12/1958   | 9/10/1962 |      |
| 7e circonscription  | François Perrin (suppléant : René Brutillot) | CNIP    | 9/12/1958   | 9/10/1962 |      |

### IIelégislature(1962-1967)
| Circonscription     | Identité                                           | Parti   | À partir du | Jusqu'au   | Note |
| ------------------- | -------------------------------------------------- | ------- | ----------- | ---------- | ---- |
| 1re circonscription | Aimé Paquet (suppléant : Robert Jay)               | RI      | 06/12/1962  | 02/04/1967 |      |
| 2e circonscription  | Jean Vanier (suppléant : Albert Michallon)         | UNR-UDT | 06/12/1962  | 02/04/1967 |      |
| 3e circonscription  | André Gauthier (suppléant : Louis Faure)           | Radical | 06/12/1962  | 02/04/1967 |      |
| 4e circonscription  | Alban Fagot (suppléant : Victor Huillier)          | UNR-UDT | 06/12/1962  | 02/04/1967 |      |
| 5e circonscription  | Noël Chapuis (suppléant : Maurice Chapuis)         | MRP     | 06/12/1962  | 02/04/1967 |      |
| 6e circonscription  | Jean Bernard (suppléant : Georges Nemoz)           | MRP     | 06/12/1962  | 02/04/1967 |      |
| 7e circonscription  | François Perrin (suppléant : Maurice Cattin-Bazin) | RI      | 06/12/1962  | 18/07/1964 | Dcs  |
| 7e circonscription  | Maurice Cattin-Bazin                               | RI      | 19/07/1964  | 02/04/1967 |      |

### IIIelégislature(1967-1968)
| Circonscription     | Identité                                        | Parti     | À partir du | Jusqu'au   | Note  |
| ------------------- | ----------------------------------------------- | --------- | ----------- | ---------- | ----- |
| 1re circonscription | Aimé Paquet (suppléant : Georges Cumin)         | RI        | 3/04/1967   | 30/05/1968 |       |
| 2e circonscription  | Pierre Mendès France (suppléant : Guy Névache)  | PSU       | 3/04/1967   | 30/05/1968 |       |
| 3e circonscription  | Louis Maisonnat (suppléant : Louis Mauberret)   | PCF       | 3/04/1967   | 30/05/1968 |       |
| 4e circonscription  | Raymond Tézier                                  | FGDS-SFIO | 3/04/1967   | 5/05/1967  | Dcs,S |
| 4e circonscription  | Paul Picard (suppléant)                         | FGDS      | 6/05/1967   | 30/05/1968 |       |
| 5e circonscription  | Louis Mermaz (suppléant : Jean Marcel)          | FGDS-CIR  | 3/04/1967   | 30/05/1968 |       |
| 6e circonscription  | Roger Coste (suppléant : Paul Datry)            | PCF       | 3/04/1967   | 30/05/1968 |       |
| 7e circonscription  | Maurice Cattin-Bazin (suppléant : René Lauzier) | RI        | 3/04/1967   | 30/05/1968 |       |

### IVelégislature(1968-1973)
| Circonscription     | Identité                                            | Parti | À partir du | Jusqu'au   | Note   |
| ------------------- | --------------------------------------------------- | ----- | ----------- | ---------- | ------ |
| 1re circonscription | Aimé Paquet (suppléant : Jean-Louis Cospérec)       | RI    | 11/07/1968  | 01/04/1973 |        |
| 2e circonscription  | Jean-Marcel Jeanneney (suppléant : Pierre Volumard) | UDR   | 11/07/1968  | 12/08/1968 | Gvt, S |
| 2e circonscription  | Pierre Volumard                                     | UDR   | 13/08/1968  | 01/04/1973 |        |
| 3e circonscription  | Robert Aymar (suppléant : Bernard Lup, RI)          | UDR   | 11/07/1968  | 01/04/1973 |        |
| 4e circonscription  | Alban Fagot (suppléant : Pierre Salazard)           | UDR   | 11/07/1968  | 01/04/1973 |        |
| 5e circonscription  | David Rousset (suppléant : Noël Chapuis)            | UDR   | 11/07/1968  | 01/04/1973 |        |
| 6e circonscription  | Jean Boyer (suppléant : Gilbert Corsat)             | RI    | 11/07/1968  | 01/04/1973 |        |
| 7e circonscription  | Maurice Cattin-Bazin (suppléant : Jean Bedet)       | RI    | 11/07/1968  | 01/04/1973 |        |

### Velégislature(1973-1978)
| Circonscription     | Identité                                                 | Parti     | À partir du | Jusqu'au   | Note   |
| ------------------- | -------------------------------------------------------- | --------- | ----------- | ---------- | ------ |
| 1re circonscription | Aimé Paquet                                              | RI        | 02/04/1973  | 13/05/1973 | GVT, S |
| 1re circonscription | Guy-Pierre Cabanel (suppléant)                           | RI        | 14/05/1973  | 2/04/1978  |        |
| 2e circonscription  | Hubert Dubedout (suppléant : Guy Névache)                | App. PSRG | 02/04/1973  | 2/04/1978  |        |
| 3e circonscription  | Louis Maisonnat (suppléant : Louis Mauberret)            | PCF       | 02/04/1973  | 2/04/1978  |        |
| 4e circonscription  | Jacques-Antoine Gau (suppléant : Jean-Baptiste Glorieux) | PSRG      | 02/04/1973  | 2/04/1978  |        |
| 5e circonscription  | Louis Mermaz (suppléant : Pierre Oudot)                  | PSRG      | 02/04/1973  | 2/04/1978  |        |
| 6e circonscription  | Jean Boyer (suppléant : Gilbert Corsat)                  | RI        | 02/04/1973  | 2/04/1978  |        |
| 7e circonscription  | Maurice Cattin-Bazin (suppléant : Jean Bedet)            | RI        | 02/04/1973  | 2/04/1978  |        |

### VIelégislature(1978-1981)
| Circonscription     | Identité                                                | Parti    | À partir du | Jusqu'au   | Note |
| ------------------- | ------------------------------------------------------- | -------- | ----------- | ---------- | ---- |
| 1re circonscription | Guy-Pierre Cabanel (suppléant : Michel Tiget, RPR)      | App. UDF | 3/04/1978   | 22/05/1981 |      |
| 2e circonscription  | Hubert Dubedout (suppléant : Bernard Montergnole)       | PS       | 3/04/1978   | 22/05/1981 |      |
| 3e circonscription  | Louis Maisonnat (suppléant : Georges Maugiron)          | PCF      | 3/04/1978   | 22/05/1981 |      |
| 4e circonscription  | Jacques-Antoine Gau (suppléant : Yves Pillet)           | PS       | 3/04/1978   | 22/05/1981 |      |
| 5e circonscription  | Louis Mermaz (suppléant : Pierre Oudot)                 | PS       | 3/04/1978   | 22/05/1981 |      |
| 6e circonscription  | Christian Nucci (suppléant : René Bourget)              | PS       | 3/04/1978   | 22/05/1981 |      |
| 7e circonscription  | Maurice Cattin-Bazin (suppléant : Jean-François Perrin) | UDF      | 3/04/1978   | 22/05/1981 |      |

### VIIelégislature(1981-1986)
| Circonscription     | Identité                                       | Parti | À partir du | Jusqu'au   | Note |
| ------------------- | ---------------------------------------------- | ----- | ----------- | ---------- | ---- |
| 1re circonscription | Odile Sicard (suppléant : Pierre Crosset)      | PS    | 2/07/1981   | 1/04/1986  |      |
| 2e circonscription  | Hubert Dubedout                                | PS    | 2/07/1981   | 5/12/1983  | S    |
| 2e circonscription  | Bernard Montergnole (suppléant)                | PS    | 4/12/1983   | 1/04/1986  |      |
| 3e circonscription  | Louis Maisonnat (suppléant : Georges Maugiron) | PCF   | 2/07/1981   | 1/04/1986  |      |
| 4e circonscription  | Gisèle Halimi                                  | DVG   | 2/07/1981   | 9/09/1984  | S    |
| 4e circonscription  | Maurice Rival (suppléant)                      | PS    | 10/09/1984  | 1/04/1986  |      |
| 5e circonscription  | Louis Mermaz                                   | PS    | 2/07/1981   | 1/04/1986  |      |
| 6e circonscription  | Christian Nucci                                | PS    | 2/07/1981   | 15/06/1982 | S    |
| 6e circonscription  | René Bourget (suppléant)                       | PS    | 15/06/1982  | 1/04/1986  |      |
| 7e circonscription  | Georges Bally (suppléant : Jean Genin)         | PS    | 2/07/1981   | 1/04/1986  |      |

### VIIIelégislature(1986-1988)
Les élections législatives de 1986 ayant été organisée par scrutin de liste à la proportionnelle, le cadre des circonscriptions avait été supprimé.
La liste PS obtint trois élus :
- Louis Mermaz.
- Christian Nucci.
- Odile Sicard.

La liste UDF obtint deux élus :
- Georges Colombier.
- Alain Moyne-Bressand.

La liste RPR obtint deux élus :
- Alain Carignon, remplacé par Gautier Audinot lorsqu'il est nommé ministre
- Michel Hannoun.

La liste PCF obtint un élu :
- Jean Giard

La liste FN obtint un élu :
- Bruno Mégret

### IXelégislature(1988-1993)
| Circonscription     | Identité                                                  | Parti   | À partir du | Jusqu'au   | Note |
| ------------------- | --------------------------------------------------------- | ------- | ----------- | ---------- | ---- |
| 1re circonscription | Alain Carignon (suppléant : Denis Bonzy)                  | RPR     | 23/06/1988  | 2/11/1988  | ELP  |
| 1re circonscription | Richard Cazenave (suppléant : François-Régis Bériot, UDF) | RPR     | 18/12/1988  | 1/04/1993  |      |
| 2e circonscription  | Jean-Pierre Luppi (suppléant : Bernard Montergnole)       | PS      | 23/06/1988  | 1/04/1993  |      |
| 3e circonscription  | Michel Destot (suppléante : Jacqueline Balluet)           | PS      | 23/06/1988  | 1/04/1993  |      |
| 4e circonscription  | Didier Migaud (suppléant : Charles Galvin)                | PS      | 23/06/1988  | 1/04/1993  |      |
| 5e circonscription  | Edwige Avice                                              | PS      | 23/06/1988  | 28/07/1988 | GVT  |
| 5e circonscription  | Jean-François Delahais (suppléant)                        | PS      | 29/07/1988  | 1/04/1993  |      |
| 6e circonscription  | Alain Moyne-Bressand (suppléant : Maurice Gaillard)       | UPF-UDF | 23/06/1988  | 1/04/1993  |      |
| 7e circonscription  | Georges Colombier (suppléant : Pierre Grataloup)          | UPF-UDF | 23/06/1988  | 1/04/1993  |      |
| 8e circonscription  | Louis Mermaz                                              | PS      | 23/06/1988  | 2/11/1990  | GVT  |
| 8e circonscription  | René Bourget (suppléant)                                  | PS      | 03/11/1990  | 1/04/1993  |      |
| 9e circonscription  | Yves Pillet (suppléant : André Vallini)                   | PS      | 23/06/1988  | 1/04/1993  |      |

### Xelégislature(1993-1997)
| Circonscription     | Identité                                                    | Parti   | À partir du | Jusqu'au   | Note   |
| ------------------- | ----------------------------------------------------------- | ------- | ----------- | ---------- | ------ |
| 1re circonscription | Alain Carignon                                              | RPR     | 02/04/1993  | 01/05/1993 | [ 16 ] |
| 1re circonscription | Richard Cazenave (suppléant)                                | RPR     | 2/05/1993   | 21/04/1997 |        |
| 2e circonscription  | Gilbert Biessy (suppléant : Alfred Gryelec)                 | PCF     | 2/04/1993   | 21/04/1997 |        |
| 3e circonscription  | Michel Destot (suppléante : Annie Deschamps)                | PS      | 2/04/1993   | 21/04/1997 |        |
| 4e circonscription  | Didier Migaud (suppléant : Charles Galvin)                  | PS      | 2/04/1993   | 21/04/1997 |        |
| 5e circonscription  | Philippe Langenieux-Villard (suppléant : Michel Savin, UDF) | UPF-RPR | 2/04/1993   | 21/04/1997 |        |
| 6e circonscription  | Alain Moyne-Bressand (suppléant : Paul de Belval, RPR)      | UPF-UDF | 2/04/1993   | 21/04/1997 |        |
| 7e circonscription  | Georges Colombier (suppléant : Jean-Pierre Girard)          | UPF-UDF | 2/04/1993   | 21/04/1997 |        |
| 8e circonscription  | Bernard Saugey (suppléant : Jean-Claude Lassalle)           | UPF-UDF | 2/04/1993   | 21/04/1997 |        |
| 9e circonscription  | Michel Hannoun (suppléant : Bernard Pérazio)                | UPF-RPR | 2/04/1993   | 21/04/1997 |        |

### XIelégislature(1997-2002)
| Circonscription     | Identité                                           | Parti | À partir du | Jusqu'au   | Note |
| ------------------- | -------------------------------------------------- | ----- | ----------- | ---------- | ---- |
| 1re circonscription | Richard Cazenave (suppléant : Max Micoud)          | RPR   | 1/06/1997   | 18/06/2002 |      |
| 2e circonscription  | Gilbert Biessy (suppléant : Alfred Gryelec)        | PCF   | 1/06/1997   | 18/06/2002 |      |
| 3e circonscription  | Michel Destot (suppléante : Christine Crifo)       | PS    | 1/06/1997   | 18/06/2002 |      |
| 4e circonscription  | Didier Migaud (suppléant : Charles Galvin)         | PS    | 1/06/1997   | 18/06/2002 |      |
| 5e circonscription  | François Brottes (suppléante : Éliane Giraud)      | PS    | 1/06/1997   | 18/06/2002 |      |
| 6e circonscription  | Alain Moyne-Bressand (suppléant : Paul de Belval)  | DL    | 1/06/1997   | 18/06/2002 |      |
| 7e circonscription  | Georges Colombier (suppléant : Jean-Pierre Girard) | DL    | 1/06/1997   | 18/06/2002 |      |
| 8e circonscription  | Louis Mermaz (suppléante : Josette Forest-Valla)   | PS    | 01/06/1997  | 30/09/2001 | ES   |
| 8e circonscription  | vacant                                             |       | 1/10/2001   | 18/06/2002 |      |
| 9e circonscription  | André Vallini (suppléant : Jean-Michel Revol)      | PS    | 1/06/1997   | 18/06/2002 |      |

### XIIelégislature(2002-2007)
| Circonscription     | Identité                                           | Parti   | À partir du | Jusqu'au   | Note |
| ------------------- | -------------------------------------------------- | ------- | ----------- | ---------- | ---- |
| 1re circonscription | Richard Cazenave (suppléant : Bernard Betto)       | UMP     | 19/06/2002  | 19/06/2007 |      |
| 2e circonscription  | Gilbert Biessy (suppléante : Michelle Veyret)      | PCF     | 19/06/2002  | 19/06/2007 |      |
| 3e circonscription  | Michel Destot (suppléante : Christine Crifo)       | PS      | 19/06/2002  | 19/06/2007 |      |
| 4e circonscription  | Didier Migaud (suppléant : Charles Galvin)         | PS      | 19/06/2002  | 19/06/2007 |      |
| 5e circonscription  | François Brottes (suppléante : Éliane Giraud)      | PS      | 19/06/2002  | 19/06/2007 |      |
| 6e circonscription  | Alain Moyne-Bressand (suppléant : Paul de Belval)  | UMP-UDF | 19/06/2002  | 19/06/2007 |      |
| 7e circonscription  | Georges Colombier (suppléant : Jean-Pierre Girard) | UMP     | 19/06/2002  | 19/06/2007 |      |
| 8e circonscription  | Jacques Remiller (suppléant : Jacques Roure)       | UMP     | 19/06/2002  | 19/06/2007 |      |
| 9e circonscription  | André Vallini (suppléant : Jean-Michel Revol)      | PS      | 19/06/2002  | 19/06/2007 |      |

### XIIIelégislature(2007-2012)
| Circonscription     | Identité                                                   | Parti | À partir du | Jusqu'au           | Note      |
| ------------------- | ---------------------------------------------------------- | ----- | ----------- | ------------------ | --------- |
| 1re circonscription | Geneviève Fioraso                                          | PS    | 20/06/2007  | 19/06/2012         |           |
| 1re circonscription | Patrice François                                           | -     | 17/06/2012  | 19/06/2012         | Suppléant |
| 2e circonscription  | Michel Issindou (suppléante : Élisa Martin)                | PS    | 20/06/2007  | 19/06/2012         |           |
| 3e circonscription  | Michel Destot (suppléante : Christine Crifo)               | PS    | 20/06/2007  | 19/06/2012         |           |
| 4e circonscription  | Didier Migaud (suppléant : Charles Galvin)                 | PS    | 20/06/2007  | 01/03/2010         | [ 18 ]    |
| 4e circonscription  | Marie-Noëlle Battistel                                     | PS    | 6/06/2010   | 19/06/2012         | ELP       |
| 5e circonscription  | François Brottes (suppléante : Éliane Giraud)              | PS    | 20/06/2007  | 19/06/2012         |           |
| 6e circonscription  | Alain Moyne-Bressand (suppléante : Sylvia Bielsa-Allagnat) | UMP   | 20/06/2007  | 19/06/2012         |           |
| 7e circonscription  | Georges Colombier (suppléant : Jean-Pierre Girard)         | UMP   | 20/06/2007  | 19/06/2012         |           |
| 8e circonscription  | Jacques Remiller (suppléante : Isabelle Dugua)             | UMP   | 20/06/2007  | 19/06/2012         |           |
| 9e circonscription  | André Vallini (suppléant : Jean-Michel Revol)              | PS    | 20/06/2007  | 01/10/2011         | Snt       |
| 9e circonscription  | vacant                                                     |       | 02/10/2011  | Fin de législature |           |

### XIVelégislature(2012-2017)
| Circonscription     | Identité                                                   | Parti | À partir du | Jusqu'au   | Note   |
| ------------------- | ---------------------------------------------------------- | ----- | ----------- | ---------- | ------ |
| 1re circonscription | Geneviève Fioraso                                          | PS    | 20/06/2012  | 21/07/2012 | GVT, S |
| 1re circonscription | Olivier Véran (suppléant)                                  | PS    | 22/07/2012  | 5/04/2015  |        |
| 1re circonscription | Geneviève Fioraso                                          | PS    | 6/04/2015   | 20/06/2017 |        |
| 2e circonscription  | Michel Issindou (suppléante : Stéphanie Abrial)            | PS    | 20/06/2012  | 20/06/2017 |        |
| 3e circonscription  | Michel Destot (suppléant : Olivier Noblecourt)             | PS    | 20/06/2012  | 20/06/2017 |        |
| 4e circonscription  | Marie-Noëlle Battistel (suppléant : Fabrice Hugelé)        | PS    | 20/06/2012  | 20/06/2017 |        |
| 5e circonscription  | François Brottes                                           | PS    | 20/06/2012  | 19/08/2015 |        |
| 5e circonscription  | Pierre Ribeaud (suppléant)                                 | PS    | 20/08/2015  | 20/06/2017 |        |
| 6e circonscription  | Alain Moyne-Bressand (suppléante : Sylvia Bielsa-Allagnat) | UMP   | 20/06/2012  | 20/06/2017 |        |
| 7e circonscription  | Jean-Pierre Barbier (suppléant : Georges Colombier)        | UMP   | 20/06/2012  | 20/06/2017 |        |
| 8e circonscription  | Erwann Binet (suppléant : Thierry Auboyer)                 | PS    | 20/06/2012  | 20/06/2017 |        |
| 9e circonscription  | Michèle Bonneton (suppléant : Roland Revil)                | EELV  | 20/06/2012  | 20/06/2017 |        |
| 10e circonscription | Joëlle Huillier (suppléant : Pascal Payen)                 | PS    | 20/06/2012  | 20/06/2017 |        |

### XVelégislature(2017-2022)
| Circonscription     | Identité                                                    | Parti                   | À partir du | Jusqu'au   | Note   |
| ------------------- | ----------------------------------------------------------- | ----------------------- | ----------- | ---------- | ------ |
| 1re circonscription | Olivier Véran                                               | La République en marche | 21/06/2017  | 16/03/2020 | GVT, S |
| 1re circonscription | Camille Galliard-Minier (suppléante)                        | La République en marche | 17/03/2020  | 18/06/2022 |        |
| 2e circonscription  | Jean-Charles Colas-Roy (suppléante : Pascale Virot)         | La République en marche | 21/06/2017  | 18/06/2022 |        |
| 3e circonscription  | Émilie Chalas (suppléant : Jean-Pierre Arroyo)              | La République en marche | 21/06/2017  | 18/06/2022 |        |
| 4e circonscription  | Marie-Noëlle Battistel (suppléant : Guillaume Lissy)        | Parti socialiste        | 21/06/2017  | 18/06/2022 |        |
| 5e circonscription  | Catherine Kamowski (suppléant : Philippe Wargnier)          | La République en marche | 21/06/2017  | 18/06/2022 |        |
| 6e circonscription  | Cendra Motin (suppléant : André Borne)                      | La République en marche | 21/06/2017  | 18/06/2022 |        |
| 7e circonscription  | Monique Limon (suppléant : Sébastien Courion)               | La République en marche | 21/06/2017  | 18/06/2022 |        |
| 8e circonscription  | Caroline Abadie (suppléant : David Manto)                   | La République en marche | 21/06/2017  | 18/06/2022 |        |
| 9e circonscription  | Élodie Jacquier-Laforge (suppléant : Jean-Yves Balestas)    | Mouvement démocrate     | 21/06/2017  | 18/06/2022 |        |
| 10e circonscription | Marjolaine Meynier-Millefert (suppléant : Xavier Francisco) | La République en marche | 21/06/2017  | 18/06/2022 |        |

### XVIelégislature(2022-2024)
| Circonscription     | Identité                                                  | Parti                                    | À partir du | Jusqu'au   | Note |
| ------------------- | --------------------------------------------------------- | ---------------------------------------- | ----------- | ---------- | ---- |
| 1re circonscription | Olivier Véran                                             | La République en marche                  | 22/06/2022  | 22/07/2022 | GVT  |
| 1re circonscription | Servane Hugues (suppléante)                               | Renaissance (ex La République en marche) | 23/07/2022  | 09/06/2024 |      |
| 2e circonscription  | Cyrielle Chatelain (suppléant : Alban Rosa)               | Europe Écologie Les Verts (NUPES)        | 22/06/2022  | 09/06/2024 |      |
| 3e circonscription  | Élisa Martin (suppléant : Jérôme Dutroncy)                | La France insoumise (NUPES)              | 22/06/2022  | 09/06/2024 |      |
| 4e circonscription  | Marie-Noëlle Battistel (suppléant : Guillaume Lissy)      | Parti socialiste (NUPES)                 | 22/06/2022  | 09/06/2024 |      |
| 5e circonscription  | Jérémie Iordanoff (suppléante : Marie Questiaux)          | Europe Écologie Les Verts (NUPES)        | 22/06/2022  | 09/06/2024 |      |
| 6e circonscription  | Alexis Jolly (suppléante : Frédérique Salomon)            | Rassemblement national                   | 22/06/2022  | 09/06/2024 |      |
| 7e circonscription  | Yannick Neuder (suppléante : Sylvie Dézarnaud)            | Les Républicains                         | 22/06/2022  | 09/06/2024 |      |
| 8e circonscription  | Caroline Abadie (suppléant : Régis Viallatte)             | La République en marche                  | 22/06/2022  | 09/06/2024 |      |
| 9e circonscription  | Élodie Jacquier-Laforge (suppléant : Jean-Yves Balestas)  | Mouvement démocrate                      | 22/06/2022  | 09/06/2024 |      |
| 10e circonscription | Marjolaine Meynier-Millefert (suppléant : Thomas Michaud) | La République en marche                  | 22/06/2022  | 09/06/2024 |      |